# EuroEyes Cyclassics 2018
23. ročník jednodenního cyklistického závodu EuroEyes Cyclassics se konal 19. srpna 2018 v Německu. Závod dlouhý 212,8 km vyhrál podruhé v řadě Ital Elia Viviani z týmu Quick-Step Floors. Na druhém a třetím místě se umístili vítěz z roku 2012 Francouz Arnaud Démare (Groupama–FDJ) a Nor Alexander Kristoff (UAE Team Emirates).

## Týmy
Závodu se zúčastnilo celkem 21 týmů, včetně 18 UCI WorldTeamů a 3 UCI Professional Continental týmů. Každý tým přijel se sedmi jezdci kromě týmu Vérandas Willems–Crelan s pěti jezdci, na start se tedy celkem postavilo 145 jezdců. Do cíle v Hamburku dojelo 134 jezdců.
UCI WorldTeamy
- AG2R La Mondiale
- Astana
- Bahrain–Merida
- BMC Racing Team
- Bora–Hansgrohe
- EF Education First–Drapac p/b Cannondale
- Groupama–FDJ
- LottoNL–Jumbo
- Lotto–Soudal
- Mitchelton–Scott
- Movistar Team
- Quick-Step Floors
- Team Dimension Data
- Team Katusha–Alpecin
- Team Sky
- Team Sunweb
- Trek–Segafredo
- UAE Team Emirates

UCI Professional Continental týmy
- CCC–Sprandi–Polkowice
- Gazprom–RusVelo
- Vérandas Willems–Crelan

## Výsledky
| Pořadí | Jezdec                   | Tým                                      | Čas        |
| ------ | ------------------------ | ---------------------------------------- | ---------- |
| 1      | Elia Viviani (ITA)       | Quick-Step Floors                        | 4h 46' 02" |
| 2      | Arnaud Démare (FRA)      | Groupama–FDJ                             | + 0"       |
| 3      | Alexander Kristoff (NOR) | UAE Team Emirates                        | + 0"       |
| 4      | John Degenkolb (GER)     | Trek–Segafredo                           | + 0"       |
| 5      | Matteo Trentin (ITA)     | Mitchelton–Scott                         | + 0"       |
| 6      | Giacomo Nizzolo (ITA)    | Trek–Segafredo                           | + 0"       |
| 7      | Sacha Modolo (ITA)       | EF Education First–Drapac p/b Cannondale | + 0"       |
| 8      | Nikias Arndt (GER)       | Team Sunweb                              | + 0"       |
| 9      | Niccolò Bonifazio (ITA)  | Bahrain–Merida                           | + 0"       |
| 10     | Peter Sagan (SVK)        | Bora–Hansgrohe                           | + 0"       |